# Brigitte Marschall
Brigitte Marschall (* 1. Dezember 1957 in Wien) ist eine österreichische Theaterwissenschaftlerin.
Marschall studierte Theaterwissenschaft, Germanistik und Medizin an der Universität Wien, wo sie in Theaterwissenschaft promovierte. Heute ist sie außerordentliche Universitätsprofessorin am Institut für Theater-, Film- und Medienwissenschaft der Universität Wien. Zu ihrem Forschungsfeld gehören u. a. „Ritualität und Theatralität in sozialen Krisenzeiten“. Marschall war Aktivistin beim Ersten Wiener Lesetheater und Zweiten Stegreiftheater.